# Wasserturm an der Gutenbergstraße
Der denkmalgeschützte Wasserturm an der Gutenbergstraße im Zentrum von Krefeld war Teil des ersten städtischen Wasserwerks. Er ist neben dem Wasserturm in Hüls einer von zwei erhaltenen Wassertürmen in Krefeld.

## Geschichte und Beschreibung
Der Bau eines Wasserwerks war erforderlich geworden, nachdem sich Krefeld von einem Dorf zu einer Industriestadt entwickelte. Die Einwohnerzahl versiebenfachte sich 1870 auf 60.000 Personen im Vergleich zu 1800. Auch die Textilindustrie siedelte sich zunehmend an und benötigte einen großen Bedarf an Wasser; problematisch war auch die Entsorgung des benutzten, ungefilterten Abwassers. Durch das neue Gewerbe stieg es unverhältnismäßig hoch an und schädigte schließlich die innerstädtischen Brunnen. 1872 wurde daher der Bau einer Wassergewinnungsanlage beschlossen.
Architekt wurde der Krefelder Stadtbaumeister Johann Burkart (1827–1901), für die technischen Komponenten war der Dresdener Ingenieur und Spezialist der Wasserversorgungstechnik Bernhard Salbach (1833–1894) zuständig. Die Bauzeit der Anlage dauerte 18 Monate, sodass sie 1877 als Erste der Stadt eingeweiht werden konnte. Das Wasserwerk an der Kempener Allee förderte das Wasser über neun Brunnen und pumpte es durch Dampfkraft in den Wasserturm auf eine Höhe von knapp 36 Metern. Gespeichert wurde es im zu dieser Zeit üblichen Flachbodenbehälter, der rund 1600 Kubikmeter fasste, jedoch eine starke und teure Trägerkonstruktion benötigte. Die dafür errichteten Mauern erreichten im Erdgeschoss eine Dicke von zwei Metern. Das so eingelagerte Wasser diente zur Vorratsspeicherung und zum Ausgleich von Verbrauchsschwankungen, konnte aber auch zur Abgabe von Löschwasser genutzt werden.
Die wachsende Anzahl der Haushalte führte im 20. Jahrhundert zum Bau weiterer Anlagen. Höhepunkt der Wasserabgabe war das Jahr 1980 mit einer Förderung von knapp 18 Millionen Kubikmetern Wasser. In den 1990er Jahren wurde die Anzahl der aktiven Wasserwerke von vier auf zwei reduziert, nur die Standorte an der Gladbacher Straße, dessen Wasserturm trotz großer Proteste bereits am 27. April 1974 gesprengt worden war, und In der Elt blieben in Betrieb.
Der Wasserturm ist unter der Nummer 77 als Baudenkmal in die Denkmalliste der Stadt Krefeld eingetragen.
Ende der 1990er Jahre hat dort die finnische Crossover-Band Kyyria ein Musikvideo gedreht.